# OFO 1

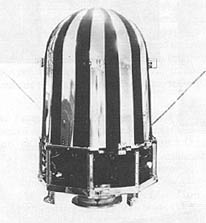
De OFO 1 woog 132,9 kg en was 168 cm hoog

OFO 1 (Orbiting Frog Otolith) was een Amerikaanse satelliet die in november 1970 werd gelanceerd. OFO 1 werd gelanceerd met een Scout 2-raket, samen met de satelliet RM 1 (Radiation and Meteoroid). 
In de OFO 1 zaten twee Amerikaanse stierkikkers die afwisselend aan gewichtloosheid en aan versnellingen aan 0,5 g werden blootgesteld. Door het evenwichtsorgaan van de kikkers te bestuderen, wilde de NASA meer te weten komen over de gevolgen van langdurig verblijf in de ruimte.